# Younite
Younite (hangul: 유나이트 (), también estilizado en mayúsculas) es un grupo masculino surcoreano formado en 2022 por Brand New Music. El grupo está formado por ocho miembros: Eunho, Steve, Eunsang, Hyungseok, Woono, Dey, Kyungmun y Sion. Originalmente siendo un grupo de nueve integrantes, Hyunseung dejó el grupo en julio de 2024. Debutaron el 20 de abril de 2022 con su primer EP, Youni-Birth.

## Nombre
Younite significa "You and I: we are connected" (traducido al español: "Tú y yo: estamos conectados").

## Historia

### Predebut
En 2019, Eunsang compitió en el programa Produce X 101. En la final del programa, logró convertirse en miembro del grupo X1. Debutó con el grupo el 27 de agosto de 2019, pero, debido al escándalo por la manipulación de los votos en Mnet, el grupo se disolvió el 6 de enero de 2020. El 31 de agosto de 2020, Eunsang debutó como solista con el álbum sencillo Beautiful Scar.
En 2021, Kyungmun compitió en el programa Loud, pero fue eliminado en la quinta ronda.

### 2022-presente: Debut conYouni-Birth,Youni-Q,Youni-On,Bit: Pt.1y salida de Hyunseung
El 18 de marzo, Brand New Music anunció que Younite haría su debut con su primer EP, Youni-Birth, el 20 de abril de 2022.
El 25 de julio, Younite lanzó su segundo EP, Youni-Q.
El 31 de octubre, el grupo lanzó su tercer EP, Youni-On, junto con su sencillo principal "Bad Cupid". Sin embargo, el 30 de octubre, la compañía anunció la cancelación de la presentación del sencillo debido al período de luto nacional luego del incidente de la estampida de Halloween en Seúl el 29 de octubre.
El 25 de abril de 2023, el grupo anunció su cuarto EP, Light: BIT Part.1, que se terminó lanzando el 17 de mayo, junto con el sencillo principal «Waterfall».
El 2 de julio de 2024, Brand New anunció la salida de Hyunseung del grupo por motivos personales. Desde ese entonces, Younite continuaría promocionándose como un grupo de ocho miembros.

## Miembros

### Miembros actuales
- Eunho (은호)
- Steve (스티브)
- Eunsang (은상)
- Hyungseok (형석)
- Woono (우노)
- Dey (데이)
- Kyungmun (경문)
- Sion (시온)

### Exmiembros
- Hyunseung (현승)

## Discografía

### Extended plays
| Título         | Detalles | Posiciones más altas en los gráficos | Posiciones más altas en los gráficos | Ventas                     |
| Título         | Detalles | COR                                  | JPN                                  | Ventas                     |
| -------------- | --- | ------------------------------------ | ------------------------------------ | -------------------------- |
| Youni-Birth    | - Fecha de lanzamiento: 20 de abril de 2022 - Discográfica: Brand New Music - Formatos: CD, descarga digital, streaming Lista de sencillos 1. "Youni-Birth" 2. "1 of 9" 3. "Everybody" (feat. DJ Juice) 4. "Ring Ring Ring" 5. "Oddysey" 6. "I Got the Feeling" (그런 느낌이 와)                                               | 8                                    | —                                    | - COR: 28,756              |
| Youni-Q        | - Fecha de lanzamiento: 25 de julio de 2022 - Discográfica: Brand New Music - Formatos: CD, descarga digital, streaming Lista de sencillos 1. "Traveler" 2. "Aviator" 3. "Swish" 4. "Come Around" 5. "I Like You" (널 좋아해)                                                                                                  | 10                                   | 47                                   | - COR: 47,017 - JPN: 1,119 |
| Youni-On       | - Fecha de lanzamiento: 31 de octubre de 2022 - Discográfica: Brand New Music - Formatos: CD, descarga digital, streaming Lista de sencillos 1. "Time's Up" 2. "Bad Cupid" 3. "Power" 4. "99%" 5. "Pump Your Sneakers" 6. "Bestie"                                                                                             | 4                                    | —                                    | - COR: 61,534              |
| 빛: Bit Part.1 | - Fecha de lanzamiento: 17 de mayo de 2023 - Discográfica: Brand New Music - Formatos: CD, descarga digital, streaming Lista de sencillos 1. "Icy" 2. "Waterfall" 3. "Look at the TV" 4. "TRiP" 5. "Slogan" | 8                                    | 49                                   | - COR: 78,979 - JPN: 1,033 |
| 빛: Bit Part.2 | - Fecha de lanzamiento: 17 de octubre de 2023 - Discográfica: Brand New Music - Formatos: CD, descarga digital, streaming Lista de sencillos 1. "Chili Pop" 2. "Love It" 3. "F!zzy Soda Love" 4. "Cupcake" 5. "A Star Called You"                                                                                              | 4                                    | —                                    | - COR: 90,015              |
| Another        | - Fecha de lanzamiento: 1 de mayo de 2024 - Discográfica: Brand New Music - Formatos: CD, descarga digital, streaming Lista de sencillos 1. "How We Do" 2. "GEEKIN" 3. "Poco Loco" 4. "ONE+WON" 5. "OMH (Out My Head" | 9                                    | —                                    | - COR: 105,377             |
| Youni-T        | - Fecha de lanzamiento: 23 de abril de 2025 - Discográfica: Brand New Music - Formatos: CD, descarga digital, streaming Lista de sencillos 1. "Amie Song" 2. "Rock Steady" 3. "Gasoline" 4. "Who's Next?" (Hyungseok, Dey, Kyungmun) 5. "Twilight Rush" (Eunho, Steve) 6. "Miracle Day" (Eunsang, Woono, Sion) 7. "Good to Go" | 5                                    | —                                    | - COR: 135,513             |

### Sencillos
| "1 of 9"                                                                            | 2022 | 113 | Youni-Birth      |
| "Everybody"                                                                         | 2022 | —   | Youni-Birth      |
| "Aviator"                                                                           | 2022 | 155 | Youni-Q          |
| "Bad Cupid"                                                                         | 2022 | —   | Youni-On         |
| "Waterfall"                                                                         | 2023 | 168 | (빛) Bit: Pt. 1  |
| "Love It"                                                                           | 2023 | 144 | (빛): Bit Part.2 |
| "Geekin"                                                                            | 2024 | 170 | Another          |
| "Taste"                                                                             | 2024 | 130 | Y                |
| "Rock Steady"                                                                       | 2025 | 125 | Youni-T          |
| "Bomba"                                                                             | 2025 | —   | Bomba            |
| "—" indica un lanzamiento que no entró en las listas o que no se lanzó en ese país. |      |     |                  |